# 365 v. Chr.
Portal Geschichte | Portal Biografien | Aktuelle Ereignisse | Jahreskalender | Tagesartikel

◄ |
5. Jahrhundert v. Chr. |
4. Jahrhundert v. Chr. |
3. Jahrhundert v. Chr. |
►

◄ | 380er v. Chr. | 370er v. Chr. | 360er v. Chr. | 350er v. Chr. |
340er v. Chr. |
►

◄◄ | ◄ | 368 v. Chr. | 367 v. Chr. | 366 v. Chr. | 365 v. Chr. |
364 v. Chr. |
363 v. Chr. |
362 v. Chr. |
► |
►►

## Ereignisse

### Politik und Weltgeschehen
- Nach zehnmonatiger Belagerung erobert der attische Feldherr Timotheos die Hauptstadt der Insel Samos. Er vertreibt die Bevölkerung und siedelt attische Bürger („Kleruchen“) in der Stadt an.
- Der makedonische Regent Ptolemaios von Aloros fällt einem Mordanschlag des Königs Perdikkas III. zum Opfer. Ptolemaios hat einige Jahre zuvor Perdikkas’ Bruder ermorden lassen, um die Regentschaft zu erlangen.
- Theben beginnt mit dem Aufbau einer eigenen Kriegsflotte.

### Kultur und Gesellschaft
- Die erste Theateraufführung in Rom erfolgt durch etruskische Schauspieler.

## Geboren
- um 365 v. Chr.: Euklid, griechischer Mathematiker († um 300 v. Chr.)
- um 365 v. Chr.: Zhuangzi, chinesischer Philosoph († um 290 v. Chr.)

## Gestorben
- Marcus Furius Camillus, römischer Staatsmann (* um 446 v. Chr.)
- Ptolemaios von Aloros, makedonischer Staatsmann
- um Antisthenes, griechischer Philosoph (* um 440 v. Chr.)